# Erik Olivier Lancelot
Erik Olivier „AiwarikiaR“ Lancelot ist ein norwegischer Schlagzeuger, der vor allem als Mitglied von Ulver bekannt wurde.

## Leben und Schaffen
Er war um 1990 Schlagzeuger bei Valhall, zudem soll er Anfang der 1990er Jahre für eine Live-Besetzung von Burzum im Gespräch gewesen sein. Etwa von 1994 bis 1998 war er Mitglied von Ulver und spielte mit ihnen die ersten vier Alben ein. Als Gastmusiker wirkte er in dieser Zeit auch an Arcturus’ zweitem Album mit. Später war er Mitglied der Black-Metal-Band Code und Live-Schlagzeuger für Nattefrost.

## Diskografie (Auswahl)
mit Ulver
- 1995: Bergtatt – Et Eeventyr i 5 Capitler
- 1996: Kveldssanger
- 1997: Nattens Madrigal – Aatte Hymne Til Ulven i Manden
- 1998: Themes from William Blake’s The Marriage of Heaven and Hell

sonstige
- 1997: Arcturus, La Masquerade Infernale (als Gast)
- 2000: The Mindtrip Project, Fragmentation (EP)
- 2005: Code, Nouveau Gloaming
- 2006: Nattefrost, Drunk and Pisseskev at Ringnes 2004 (Live-EP)
- 2009: Fenriz’ Red Planet/Nattefrost, Engangsgrill (Split)